# Power of the Dragonflame
Power of the Dragonflame è il quarto album della band italiana Rhapsody, pubblicato il 23 Aprile 2002. Con questo album si conclude la Emerald Sword Saga, iniziata con l'album Legendary Tales.
Alex Holzwarth compare come batterista nella formazione ufficiale ma non ha inciso le tracce dell'album.

## Il disco
Questo album conclude la saga della "Emerald Sword Saga" con molteplici colpi di scena.
La tenebra inghiotte le terre. Il cavaliere, guidato dal fuoco contro Kron, attraversa queste terre. Cavalca al suo destino all'alba dei morti, sulle vie, sulle rovine dei villaggi; la stirpe dei draghi scrive con il sangue sulle salme, il grande drago signore… padrone dei cicloni. Lungo questo sentiero, marcia il maestro di spada: tra onde e inni di battaglia. Il re nero si muove verso Algalord e dev'essere fermato.
Vampiri, mostri e dannati rinascono dall'inferno a causa di Akron: nulla è vivo sul suo cammino. Il guerriero è la mano dei titani, ed egli affronterà il re del caos. Algalord e le anime dei giusti attendono la giustizia; altre sono le terre incendiate, la furia presto placherà la sua infinita agonia, langue un lamento per la pena, egli si abbandona al rimorso.
Questo è lo scenario dell'apocalisse, gli dèi d'acciaio non sopportano l'onta, Algalord giace silenziosa, il guerriero affronterà caparbio il suo destino infame. Egli rivuole la sua spada, Kron non ha ancora vinto la guerra, Dargor non è crudele come Akron, egli può ancora salvare la sua anima… "Dargor, tu odi quanto me il tiranno, e lo uccideremo". Tra questo movimento di anime dannate, Dargor chiama i suoi Gargoyles, in difesa della madre Gaia, la fiamma di drago stava risvegliando il suo cuore, e l'incantesimo si compì, lasciando stupore… così questa leggenda si sta per concludere… dalla pioggia di fiamme alla sinfonia delle terre… l'alba vittoriosa rinasce per colui che dona la sua esistenza al bene comune: Dargor riesce ad uccidere la regina degli oscuri orizzonti con un colpo mortale… mentre Akron viene imprigionato e torturato. Perciò credete al potere della fiamma del drago, essa ha liberato momentaneamente il mondo dalla guerra.

## Tracce
1. In tenebris – 1:28
2. Knightrider of Doom – 3:37
3. Power of the Dragonflame – 4:27
4. The March of the Swordmaster – 5:04
5. When Demons Awake – 6:47
6. Agony Is My Name – 4:58
7. Lamento Eroico – 4:38
8. Steelgods of the Last Apocalypse – 5:49
9. The Pride of the Tyrant – 4:53
10. Rise From the Sea of Flames (bonus track) – 3:57
11. Gargoyles, Angels of Darkness – 19:03

## Formazione
- Fabio Lione - voce
- Luca Turilli - chitarra
- Alessandro Staropoli - tastiera
- Alex Holzwarth - batteria
- Alessandro Lotta - basso

### Altri musicisti
- Dominique Leurquin - chitarra ritmica.
- Manuel Staropoli - flauti diritti barocchi
- Cori epici: Herby Langhans, Cinzia Rizzo, Robert Hunecke-Rizzo, Oliver Hartmann, Miro
- Cori di chiesa: Bridget Fogle, Previn Moore
- Voce barocca femminile: Bridget Fogle
- Primo violino: Dana Lurie
- Voce narrante: Jay Lansford
- Basso: Sascha Paeth
- Batteria: Thunderforce